# (9042) 1991 EN2
A (9042) 1991 EN2 a Naprendszer kisbolygóövében található aszteroida. Henri Debehogne fedezte fel 1991. március 11-én.